# Юнь Сиутхинь
Саймон Юнь Сиутхинь (иер. 袁小田, кант.-рус. Юнь Сиутхинь, кит.-рус. Юань Сяотянь; англ. Simon Yuen Siu-tien; 27 ноября 1912, Пекин — 8 января 1979, Гонконг) — гонконгский киноактёр и постановщик боёв в фильмах жанра уся и фильмах о боевых искусствах, знаменитый своими ролями в образе «пьяного мастера».

## Биография
Юнь Сиутхинь родился в 1912 году в Бэйпине (так тогда назывался Пекин). С детства он изучал движения у исполнителей боевых сцен в жанре «пекинской оперы», и благодаря своему усердию достиг больших результатов. С 18 лет он официально стал принимать участие в спектаклях. В 1937 году перебрался в Гонконг, где в скором времени стал сниматься в кино, а также ставить в фильмах боевые сцены.
Серьёзная кинокарьера Юнь Сиутхиня началась в 1949 году, когда он стал сниматься в фильмах про мастера ушу Хуан Фэйхуна, в которых главную роль играл Гуань Дэсин. В 1964 году он вышел на международный уровень, снявшись в фильме «55 дней в Пекине», где сыграл одного из бойцов, выступавших при императорском дворе. В 1978 году его старший сын Юнь Вопхин стал снимать свой первый фильм — «Змея в тени орла» — и пригласил отца сняться в одной из главных ролей. Фильм имел оглушительный успех, и в том же году Юнь Вопхин снял на эту же тему ещё один фильм с тем же составом актёров — «Пьяный мастер». Образ сыгранного им бродячего старого мастера боевых искусств настолько полюбился зрителям, что Юнь Сиутхинь продолжил эксплуатировать эту тему в дальнейших фильмах.
Юнь Сиутхинь умер от сердечного приступа 8 января 1979 года в возрасте 66 лет. Отснятый с его участием материал был впоследствии использован ещё в нескольких фильмах.

## Клан Юней
У Юнь Сиутхиня было 11 детей — 8 сыновей и 3 дочери. Шесть сыновей пошли по стопам отца и также стали работать в кинематографе:
- Юнь Вопхин, стал кинорежиссёром и постановщиком боёв
- Юнь Чхёнъянь, стал киноактёром, каскадёром и постановщиком боёв
- Санни Юнь Сёньи, стал киноактёром и постановщиком боёв
- Юнь Ятчхо, стал киноактёром и постановщиком боёв
- Бренди Юнь Чаньён, стал киноактёром и постановщиком боёв
- Юнь Лункхён, снялся в двух фильмах

## Кинокарьера
За свою жизнь Юнь Сиутхинь снялся в 337 фильмах, и в 46 был постановщиком боёв. Наиболее известные фильмы его кинокарьеры приведены в таблице.
| Год  | Русское название                                             | Оригинальное название                             | Роль                                      | Примечание         |
| ---- | ------------------------------------------------------------ | ------------------------------------------------- | ----------------------------------------- | ------------------ |
| 1963 | 55 дней в Пекине                                             | 55 Days at Peking                                 | демонстратор боевых искусств на празднике | в титрах не указан |
| 1966 | Выпей со мной                                                | 大醉俠 / Come Drink with Me                       | человек Белолицего Тигра                  |                    |
| 1966 | Вэнь Сучэнь                                                  | 文素臣 / The Knight of Knights                    | монах храма Чжаоцин                       | в титрах не указан |
| 1967 | Богиня Милосердия                                            | 觀世音 / The Goddess of Mercy                     | танцующий воин                            | в титрах не указан |
| 1967 | Цитра и меч, добро и зло                                     | 琴劍恩仇 / The Sword and the Lute                 | член клана Красного Лотоса                | в титрах не указан |
| 1967 | Рыцарь-конфуцианец                                           | 儒俠 / The Silent Swordsman                       | член клана Солнца и Луны                  | в титрах не указан |
| 1969 | Болото Коварного Дракона                                     | 毒龍潭 / Dragon Swamp                             | Дин Лун                                   | в титрах не указан |
| 1972 | Главнокомандующий многочисленной армии                       | 大軍閥 / The Warlord                              | зритель в суде                            | в титрах не указан |
| 1973 | Кулак к кулаку                                               | 除霸 / Fist to Fist                               | спящий официант                           |                    |
| 1974 | Хунгар и Вин-чунь                                            | 洪拳與詠春 / Shao Lin Martial Arts                | Лян Хун                                   |                    |
| 1975 | Юноша                                                        | 後生 / The Young Rebel                            | Шан Цюйдэ                                 |                    |
| 1975 | План лоялистов                                               | 忠烈圖 / The Valiant Ones                         | монах-пират                               |                    |
| 1975 | Шарло в Гонконге                                             | Bons baisers de Hong Kong                         | старик Фу                                 |                    |
| 1977 | Трёхногий Ли сотрясает врата ада                             | 李三腳威震地獄門 / The Dragon Lives Again         | Ва Тхо                                    |                    |
| 1977 | Улитка против змея                                           | 天螺大破五行陣 / Deadly Snail vs. Kung Fu Killers | главный змей-демон                        |                    |
| 1978 | Тридцать шестая комната Шаолиня                              | 少林三十六房 / The 36th Chamber of Shaolin        | аббат в комнате бокса                     | камео              |
| 1978 | Змея в тени орла                                             | 蛇形刁手 / Snake in the Eagle’s Shadow            | Пак Чёнтхинь                              |                    |
| 1978 | Пьяный мастер                                                | 醉拳 / Drunken Master                             | нищий Соу Чхань                           |                    |
| 1978 | Мастер Пьяный Кот                                            | 醉貓師傅 / Kung Fu Master Named Drunk Cat         | учитель                                   |                    |
| 1978 | Герои востока                                                | 中華丈夫 / Heroes of the East                     | учитель Хэ Тао                            |                    |
| 1979 | Спящий кулак                                                 | 睡拳怪招 / Sleeping Fist                          | Старая Черепаха                           |                    |
| 1979 | Пьяный рыцарь, нищий Соу                                     | 醉俠蘇乞兒 / Story of Drunken Master              | нищий Соу Чхань                           |                    |
| 1979 | Южный и северный пьяный кулак                                | 南北醉拳 / Dance of the Drunk Mantis              | нищий Соу Чхань                           |                    |
| 1979 | Слепые кулаки Брюса                                          | 盲拳鬼手 / Blind Fist of Bruce                    | Тоу                                       |                    |
| 1979 | Удивительный кулак, удивительный приём, удивительный учитель | 怪拳怪招怪師傅 / Peculiar Boxing Tricks & Master  | дедушка                                   |                    |
| 1979 | Оригинальный приём                                           | 奇招 / Crystal Fist                               | повар Чён Тхиньчхёнь                      |                    |
| 1979 | Удивительный приём «Мягкая змеиная кожа»                     | 怪招軟皮蛇 / Mad Mad Kung Fu                      | Бамбуковая Палка                          |                    |
| 1979 | Восемнадцать падений гения вина                              | 酒仙十八跌 / The World of Drunken Master          | нищий Соу Чхань                           | камео              |
| 1979 | Мастер со сломанными пальцами                                | 刁手怪招 / Master with Crack Fingers              | старый нищий                              |                    |
| 1979 | Парень с удивительным кулаком                                | 怪拳小子 / The Peculiar Fist Kid                  | мастер стиля «хромой кулак»               |                    |
| 1979 | Магия шахматного бокса                                       | 雙馬連環 / The Mystery of Chess Boxing            | шеф-повар Юнь Кунь                        | камео              |
| 1979 | Удивительный приём Тринадцатой                               | 怪招十三點 / Iron Bridge Kung-Fu                  | «Поросёнок»                               |                    |
| 1979 | Симпатичная сестра-наставница                                | 俏師妹 / Cute Foster Sister                       | нищий Соу Чхань (Су Цань)                 |                    |
| 1979 | Старик, кулак, большой пельмень                              | 老頭拳頭大饅頭 / Against Rascals with Kung Fu     | Лю                                        |                    |
| 1980 | Шесть взаимосоответствий и восемь методов                    | 六合八法 / The Six Directions Boxing              | У Таосань                                 |                    |
| 1980 | Ладонь Будды, кулак архата                                   | 佛掌羅漢拳 / The Buddhist Fist                    | стражник в храме                          |                    |
| 1980 | Смеющийся недотёпа из Чаочжоу                                | 潮洲笑漢 / Little Mad Guy                         | отец Толстяка                             | камео              |
| 1981 |                                                              | 一老一少一根釘 / An Old Kung Fu Master            | Сюнь Чэн                                  |                    |